# Buchetul Moldovei
Buchetul Moldovei (în rusă Букет Молдавии / Buket Moldavii) este un cunoscut brand de vinuri aromate de înaltă calitate, produse de fabrica omonimă (S.A. „Buchetul Moldovei”) din orașul Dubăsari, Stânga Nistrului, Republica Moldova. 
Vinurile produse sub brandul sus menționat sunt exportate cu precădere în Rusia (până la embargou), țările Baltice, Belarus, Ucraina, Kazahstan, Polonia, Germania, Israel și Statele Unite.

## Istoric
Vinul a fost creat după anul 1966, atunci când printr-un decret special al guvernului RSS Moldovenești, vinăriei Dubăsari i-a fost încredințată organizarea producerii unor vinuri aromate de înaltă calitate. Tehnologiștii vinăriei sub conducerea lui Nikolai Sergheev într-un timp scurt au dezvoltat o compoziția originală de ingrediente, tehnologia de producere a vinului „Buchetul Moldovei” și a altor câteva. La sovhozul, vinăriei, au fost plantate plante aromatice și medicinale pe o suprafață de 20 de hectare. De asemenea, a fost construită o instalație specială de producere a infuziilor din plante aromatice, producția și îmbutelierea vinurilor aromate. Prin '70–80 vinurile „Buchetul Moldovei” se bucurau de o mare popularitate și erau livrate la cramele de îmbuteliere ale „Moldvinprom”-ului în diferite orașe din fosta URSS (Rusia, Ucraina, Belarus și statele baltice).
În iulie 2012, Serviciul federal pentru supraveghere în domeniul protecției drepturilor consumatorilor al F. Ruse („Rospotrebnadzor”) a decis să simplifice condițiile de livrare a vinurilor îmbuteliate de către „Buchetul Moldovei” pe teritoriul acestei țări.
În mai 2015, Camera de Licențiere a Republicii Moldova a refuzat să prelungească licențele de import de materii prime (alcool) și cea de producere a băuturilor alcoolice pentru întreprinderea respectivă, până nu vor fi îndeplinite cerințele suplimentare cu privire la respectarea legislației Republicii Moldova, fapt care, potrivit autorităților separatiste amenință activitatea întreprinderii.

## Legături externe
- Premieră! „Kvint” și „Buchetul Moldovei” trec Nistrul de Ziua Vinului Unimedia.md, 02.10.2012
- 10 branduri moldovenești Arhivat în 19 aprilie 2015, la Wayback Machine. Vipmagazin.md, noiembrie 2007
- Buchetul Moldovei Roșu Arhivat în 2 decembrie 2017, la Wayback Machine. Wine.md
- „Buchetul Moldovei” - tradițiile sunt vii! Arhivat în 11 aprilie 2015, la Wayback Machine. Berezka.bg